# Jun Kanakubo
Jun Kanakubo (født 26. juli 1987) er en japansk fodboldspiller, som spiller for den japanske fodboldklub Kyoto Sanga FC.